# Droogscheerders (Brugge)
Het ambacht van de droogscheerders, ook lakenscheerders, genoemd, vormden het derde ambacht in de reeks die instond voor de organisatie van de textielbewerking in Brugge.

## Geschiedenis
Nadat het laken was tot stand gekomen en door de vulders was bewerkt, kwam het bij de droogscheerders terecht. Eerst werd het gedroogd. De werkplaatsen in openlucht, ramen genoemd, bevonden zich op verschillende plaatsen in de stad, onder meer in de Westmeers-Oostmeers en in de Raamstraat. De lakens werden er op ramen gespannen om te drogen. Vervolgens moesten de uitstekende pluisjes met een grote schaar worden afgeknipt, waardoor het weefsel een glad oppervlak verkreeg. De werkwijze moest beantwoorden aan talrijke tot in de details uitgewerkte voorwaarden.
De droogscheerders hadden hun kapel in de Sint-Salvatorskathedraal. Na eerst een kapel te hebben gebruikt die zich onder het doksaal bevond, kreeg het ambacht in 1454 vergunning om zijn eigen kapel aan te bouwen tegen de noordelijke zijbeuk. In die kapel vereerden ze de Heilige Drievuldigheid als hun patroon. Het ambacht had een gildehuis in de Raamstraat.
De voorwaarden om tot het ambacht te mogen behoren waren gelijklopend met die van de andere textielambachten. De evolutie was ook gelijklopend. Na een belangrijke rol in de stad te hebben gespeeld, deemsterde het ambacht stilaan weg. Tegen de tijd dat de ambachten in 1796 werden opgeheven, waren de droogscheerders nog maar een schim van wat ze ooit waren geweest.